# Смоленский переулок (Тверь)
Смоле́нский переу́лок — улица в Центральном и Московском районах города Твери, проходит набережной реки Лазури до набережной Степана Разина.

## Расположение
Смоленский переулок является продолжением Волоколамского проспекта, он начинается от набережной реки Лазури и продолжается в северо-восточном направлении. Почти на всём протяжении является границей Центрального и Московского районов. От Смоленского переулка отходят улицы Жигарева, Терещенко, Малая Самара и Староворобьёвская, Бассейная, Чернышевского и Московская, Медниковская, Серебряная, Советская, Вагжанова и Вокзальная.
Общая протяжённость Смоленского переулка составляет более 1 км.

## История
Смоленский переулок был проведён 1760-х годах по плану регулярной застройки как граница Ямской слободы и предместья. Состоял из двух частей.
Первая часть проходила от Смоленской улицы до Вагжанова и называлась Смоленским переулком по расположенному в его начале Смоленскому кладбищу (уничтожено советскими властями в середине 1950-х годов).
Вторая часть после небольшого сдвига на улице Вагжанова имела название Задняя Кузнецкая улица по находившимся на её западной стороне кузницам. В первой половине XIX века эта часть стала носить название Больничный переулок по городской больнице.
Оба переулка, Смоленский и Больничный, застраивались одно- и двухэтажными, главным образом деревянными жилыми домами. Эти переулки являлись границей Ямской слободы и предместья, все поперечные улицы здесь начинаются или заканчиваются. В конце 1850-х годов на западной стороне северного квартала Больничного переулка было построен деревянный костёл.
В 1919 году советские власти переименовали Смоленский переулок в Советский, но до 1938 года одновременно с новым употреблялось и прежнее название. Для Больничного переулка в 1920-х—1930-х годах одновременно употреблялось название Кановный переулок, происхождение которого неизвестно. В 1938 году Кановный переулок был присоединён к Советскому.
Только в 1993 году переулку было возвращено его прежнее историческое название. В конце 1990-х годов начался продолжившийся до 2010-х годов постепенный снос старых домов нечётной стороны и строительство на их месте кирпичных жилых домов современной архитектуры.

## Здания и сооружения
- Дом 1 — Ансамбль зданий Тверского технического училища (Индустриальный техникум) — памятник архитектуры регионального значения[3].